# Rozpočtové právo
Rozpočtové právo je soubor právních norem, které upravují soustavu veřejných rozpočtů, obsah veřejných rozpočtů, fondovní hospodaření, rozpočtový proces a vztahy vznikající při tvorbě, rozdělování a používání peněžní masy v těchto veřejných rozpočtech. Rozpočtové právo spadá do oblasti finančního práva, konkrétně jeho fiskální části a dále se člení do tří hlavních částí – obecná, zvláštní, procesní. V rozpočtovém právu se hovoří o tom, že prostřednictvím rozpočtů dochází k přerozdělování zdrojů od subjektů tvořících zdroje k těm, kteří zdroje netvoří, ale kteří jsou nedílnou součástí společnosti.

## Rozdělení
Systém rozpočtového práva se rozděluje na tři části:

### Část obecná
- a)	pojetí, pojem a systém rozpočtového práva
- b)	postavení rozpočtového práva v systému práva
- c)	prameny rozpočtového práva
- d)	rozpočtové zásady
- e)	subjekty, předmět a obsah rozpočtového práva
- f)	subjekty, předmět a obsah rozpočtověprávních vztahů
- g)	rozpočtověprávní instituty

### Část zvláštní
- a)	rozpočtová soustava
- b)	obsah veřejných rozpočtů
- c)	fondovní hospodařen
- d)	rozpočtový proces

### Část procesní
- a)	Proces vytváření rozpočtů
- b)	Lhůty
- c)	Sankce

## Předmět rozpočtového práva
Předmětem je úprava soustavy veřejných rozpočtů, obsah veřejných rozpočtů, fondovní hospodaření a vztahy vznikající při tvorbě, rozdělování a používání peněžní masy ve veřejných rozpočtech.

## Subjekty rozpočtového práva
Souhrnně subjektem rozpočtového práva jsou ti, kteří jsou napojeni různou měrou na státní rozpočet či jiný veřejný peněžní fond, popřípadě hospodaří s majetkem státu nebo územního samosprávného celku.
- Stát
- Orgány státní správy
- Orgány místní samosprávy
- Zájmové veřejnoprávní korporace
- Soukromoprávní korporace
- Fyzické osoby a právnické osoby

## Funkce rozpočtového práva
Rozpočtové právo plní čtyři hlavní funkce:
- fiskální – soustředit dostatek prostředků na zabezpečení plnění úkolů státu
- alokační – rozdělování a umísťování peněžních prostředků do příslušných hospodářských sfér (na rozdíl od úvěru jde o nenávratnou formu)
- redistribuční – ovlivňování důchodové situace výrobní sféry i obyvatelstva, znovurozdělování národního důchodu podle potřeb celé společnosti
- kontrolní, stimulační – tato funkce je povahy ekonomické, ale i politické (podle množství prostředků lze usuzovat na politiku celého státu)

## Rozpočtové zásady
Zásady rozpočtového práva představují jednak obecné principy tvorby rozpočtového práva a jednak principy nutné pro odpovídající použití jeho právních norem. Obě roviny zásad jsou samozřejmě provázány, vzájemně se doplňují, překrývají.
Při hospodaření s veřejnými rozpočty musí subjekty dodržovat stanovená pravidla, jimiž jsou rozpočtové zásady. Rozpočtové zásady jsou systémem poznatků a zevšeobecněných zkušeností, které se nahromadily v průběhu historického vývoje státního rozpočtu a rozpočtového procesu, jejž vyjadřují a odrážejí určité zákonitosti.
Hlavní rozpočtové zásady jsou:
- Zásada každoročního sestavování a schvalování veřejných rozpočtů.
- Zásada včasnosti veřejných rozpočtů.
- Zásada časového ohraničení veřejných rozpočtů.
- Zásada reálnosti a pravdivosti veřejných rozpočtů.
- Zásada úplnosti veřejných rozpočtů.
- Zásada jednotnosti veřejných rozpočtů.
- Zásada přehlednosti veřejných rozpočtů.
- Zásada neúčelovosti příjmů a účelovosti výdajů veřejných rozpočtů.
- Zásada dlouhodobé vyrovnanosti veřejných rozpočtů.
- Zásada veřejnosti (finanční publicity) veřejných rozpočtů.
- Zásada sestavování veřejných rozpočtů jako brutto (hrubých) rozpočtů.
- Zásada efektivnosti a hospodárnosti veřejných rozpočtů.
- Zásada přednosti výdajů před příjmy.
- Zásada omezení přesunů ve veřejných rozpočtech a úhrady potřeb v těchto rozpočtech nezajištěných.
- Zásada zjišťování rozpočtových důsledků právních předpisů a jiných opatření.

## Rozpočtová soustava
Rozpočtová soustava je soustavou rozpočtových orgánů a institucí, které se starají o tvorbu, rozdělování a užití veřejných prostředků, kontrolují plnění veřejných rozpočtů, čili jedná se o souhrn veřejných rozpočtů na daném území. Rozpočtová soustava se tvoří na celostátní úrovni a místní úrovni, které se dále rozdělují. Rozpočtovou soustavu tvoří tedy státní rozpočet společně s rozpočty krajů, obcí a státních fondů a dále se sem řadí i orgány, které proces kontrolují, i ty, které se celého procesu účastní.